# Warteschlangentheorie
Die Warteschlangentheorie (oder Bedienungstheorie) ist ein Teilgebiet der Wahrscheinlichkeitstheorie und der Unternehmensforschung und somit ein Beispiel für angewandte Mathematik. Sie beschäftigt sich mit der mathematischen Analyse von Systemen, in denen Aufträge von Bedienungsstationen bearbeitet werden, und gibt Antwort auf die Fragen nach den charakteristischen Größen wie der Stabilität des Wartesystems, der Anzahl der Kunden im System, ihrer Wartezeit usw. Sie unterstützt unter anderem Führungsentscheidungen über den Personaleinsatz und den Abfertigungsprozess und hilft, ein System zur Leistungsmessung auszubauen. Ihre Anwendung reicht von Computern, Telekommunikationssystemen, Verkehrssystemen über Logistik bis zu Fertigungssystemen.

## Systematik
Grundsätzlich besteht ein Wartesystem aus einem Bedienbereich, in dem ein oder mehrere Ausführungseinheiten Aufträge bearbeiten, und einem Warteraum, in dem eintreffende Aufträge bei gerade nicht freien, aber verfügbaren Ausführungseinheiten auf die Bedienung warten. Abgefertigte Aufträge verlassen das System.
Ein Wartesystem wird mit sechs Parametern beschrieben (hier in Reihenfolge der Kendall-Notation):
AnkunftsprozessDer stochastische Prozess, der die Ankunft neuer Aufträge beschreibt. Häufig wird hierzu ein Poisson-Prozess verwendet.
ServicezeitverteilungDie stochastische Verteilung der Ausführungszeiten (die reine Bearbeitungsdauer eines Auftrages ohne Wartezeit). In vielen Fällen wird hierzu eine Exponentialverteilung angenommen.
Anzahl der AusführungseinheitenAnzahl der Einheiten, die parallel Aufträge bearbeiten können. Beispielsweise die Anzahl der (geöffneten) Kassen in einem Supermarkt.
Kapazität der WarteschlangeGibt die maximale Anzahl von wartenden Aufträgen an (die maximale Länge der Warteschlange). In vielen Fällen wird diese als unendlich groß angenommen ({\displaystyle \infty }).
PopulationDie Menge aller möglichen Aufträge, aus denen durch den Ankunftsprozess Aufträge ins System gelangen. Wird in vielen Fällen als unendlich groß angenommen ({\displaystyle \infty }).
AbfertigungsdisziplinGibt an, in welcher Reihenfolge in der Warteschlange wartende Aufträge abgearbeitet werden. Meistens wird das FIFO-Prinzip angewendet. Dies bedeutet, dass jeweils der Auftrag am vorderen Ende der Schlange als nächster abgefertigt wird.
Mittels dieser Annahmen liefert die Warteschlangentheorie Aussagen über Leistungsgrößen wie die mittlere Warteschlangenlänge, die Anzahl der Kunden im Wartesystem, die mittlere Wartezeit oder Ähnliches. Von David George Kendall wurde eine einheitliche Notation zur Beschreibung der Wartesysteme entwickelt, die Kendall-Notation. Wartesysteme ohne Warteraum werden als Verlustsysteme bezeichnet. Zentrale Aussagen sind das Gesetz von Little, Erlang B und Erlang C wie auch der Satz von Gordon–Newell.

## Anwendungsbereiche
Die Warteschlangentheorie wird bei der Analyse von Computern, Telekommunikationssystemen (Callcenter), Verkehrssystemen (Verkehrsfluss), Logistik und Fertigungssystemen eingesetzt. Je nach Anwendungsbereich haben die abstrakten Begriffe Auftrag und Bedienungsstation sehr unterschiedliche Bedeutungen.
ComputerAuftrag = Task; Bedienungsstation = CPU
TelekommunikationAuftrag = Telefonanruf; Bedienungsstation = Telefonleitung
VerkehrssystemAuftrag = Autofahrer; Bedienungsstation = Tankstelle
FertigungAuftrag = zu montierende Maschine; Bedienungsstation = Monteur
Mehrere solcher (einfacher) Wartesysteme können zu sogenannten Warteschlangennetzen zusammengesetzt werden. Zur mathematischen Analyse von Wartesystemen wurden verschiedene Ansätze entwickelt. Dazu gehören Markow-Ketten, Petri-Netze und die ereignisdiskrete Simulation.

## Geschichte
Die erste Anwendung der Warteschlangentheorie erfolgte durch den Mathematiker Agner Krarup Erlang 1909 zur Dimensionierung von Telefonvermittlungsanlagen (The Theory of Probabilities and Telephone Conversations). In den 1930er Jahren ermöglichte die Pollaczek-Chintschin Formel weitere Vereinfachungen der Theorie. Spätere, bedeutende Beiträge kamen von David George Kendall, Dennis Victor Lindley, James R. Jackson, Gordon F. Newell, Felix Pollaczek, Carl Adam Petri, Leonard Kleinrock und Paul Ehrenfest. Durch die Entwicklung von Computern und Computernetzwerken gewann die Forschung in diesem Bereich auch an Bedeutung.